# Ернст фон Бентхайм-Щайнфурт
Ернст фон Бентхайм-Щайнфурт (на немски: Ernst von Bentheim-Steinfurt; * 18 ноември 1661; † 10 март 1713) е граф на Бентхайм-Щайнфурт.

## Произход
Той е най-възрастният син на граф Ернст Вилхелм фон Бентхайм-Щайнфурт-Бентхайм (1623 – 1693) и първата му съпруга Гертруд фон Целст (ок. 1625 – 1679). Родителите му се развеждат през 1678 г.

## Фамилия
Ернст се жени на 16 април 1701 г. за Изабела Юстина де Хорнес (* 1661; † 3 юли 1734), дъщеря на Вилхелм Адриан, граф фон Хорн, барон фон Кесел, господар фон Батенбург (* 1633) и съпругата му Анна Юстина фон Насау (1639 – 1721), дъщеря на Вилхелм Мориц фон Насау (1603 – 1638, внук на Вилхелм Орански) и Мария фон Зомелсдийк († 1641). Нейната най-малка сестра Йохана Сидония фон Хорн (1670 – 1762) се омъжва за малкия му брат Стациус Филип фон Бентхайм-Щайнфурт (1668 – 1749). Двамата имат четири деца:
- дете
- Фридрих Белгикус Карл фон Бентхайм-Щайнфурт (1703 – 1733), граф на Бентхайм-Щайнфурт, женен в Детмолд на 4 юли 1724 г. за графиня Франциска Шарлота фон Липе-Детмолд (1704 – 1738), дъщеря на граф Фридрих Адолф фон Липе-Детмолд и графиня Амалия фон Золмс-Хоензолмс
- Вилхелм Трансинсуланус (1705 – 1743)
- Филип Гелдрикус Фридрих (1706 – 1734)